# Argostemma crassinerve
Argostemma crassinerve är en måreväxtart som beskrevs av Theodoric Valeton. Argostemma crassinerve ingår i släktet Argostemma och familjen måreväxter. Inga underarter finns listade i Catalogue of Life.